# Chantiers de l'Atlantique

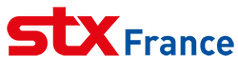
Logo di "STX France" (2008-2018)

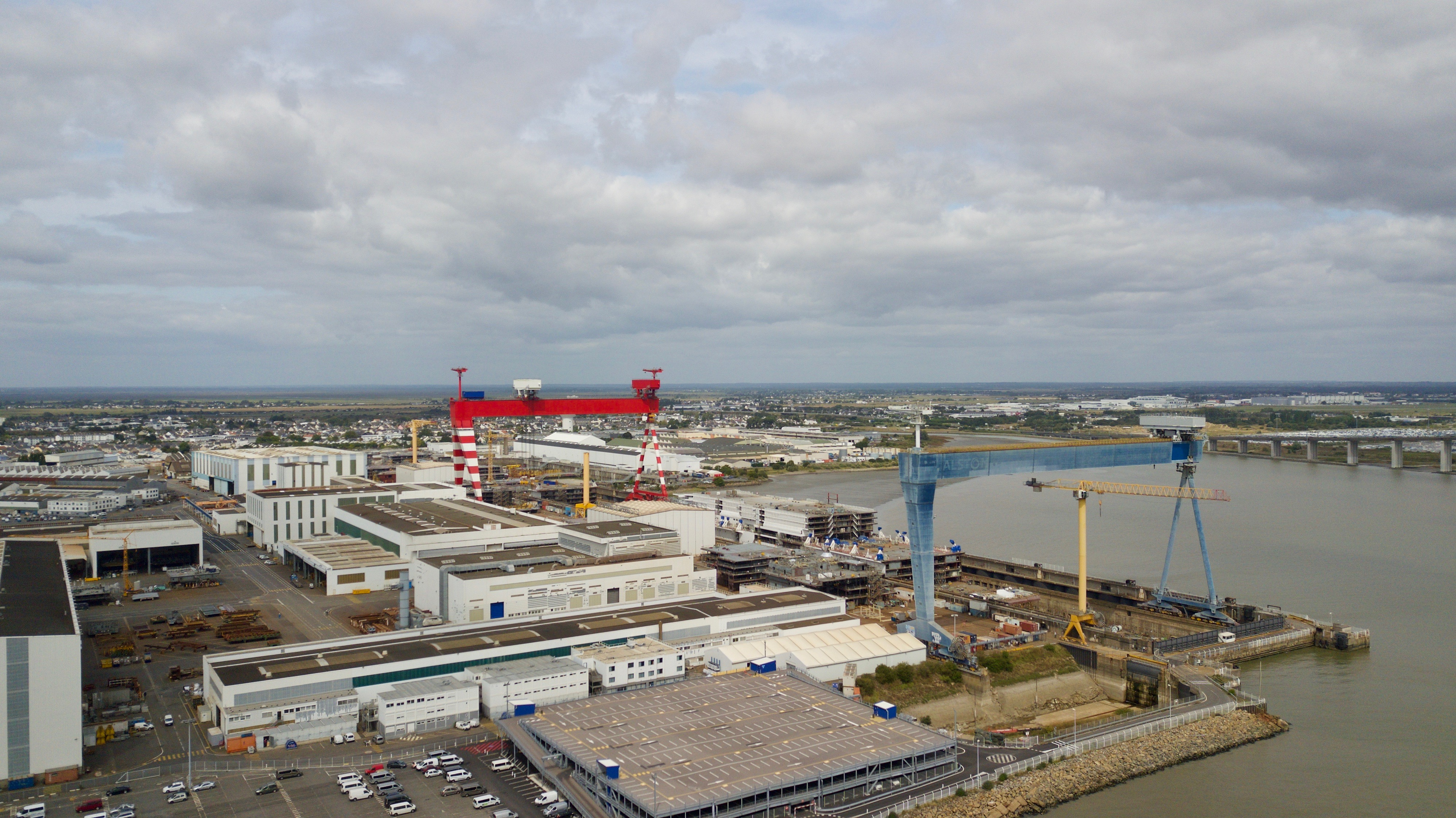
Vista del sito di costruzione

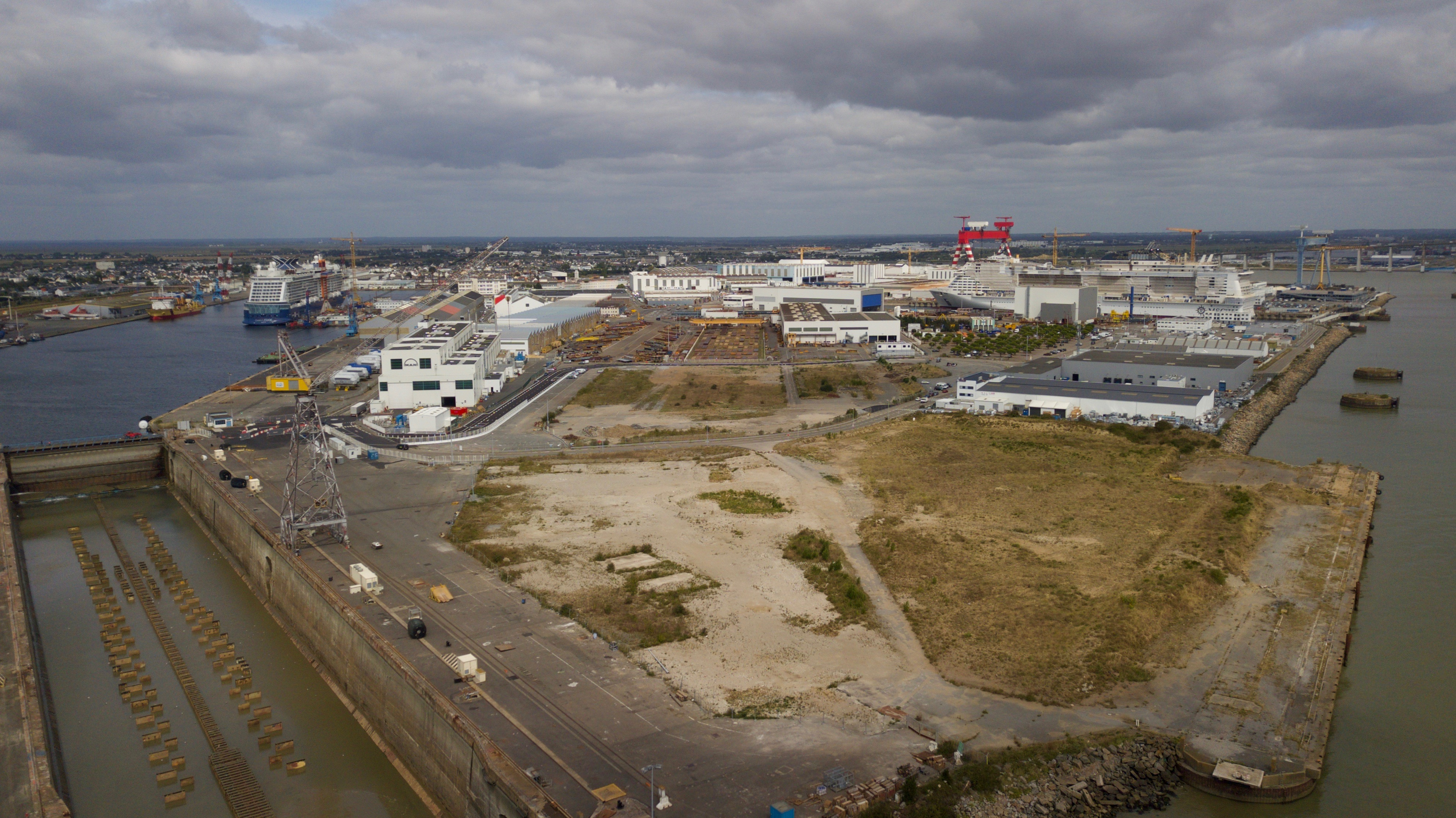
Vista dalla forme Joubert

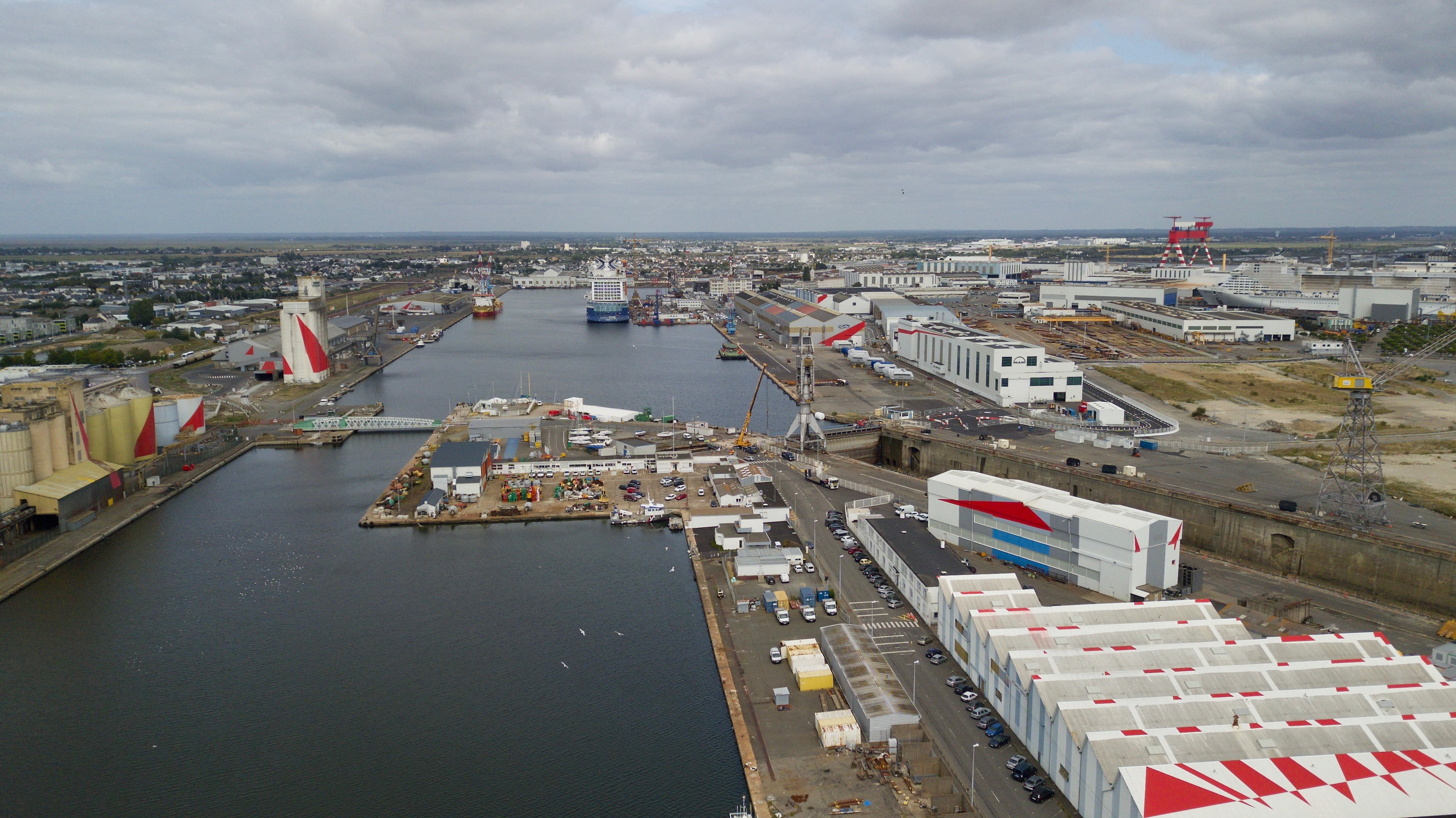
Vista dal bassin de Penhouët

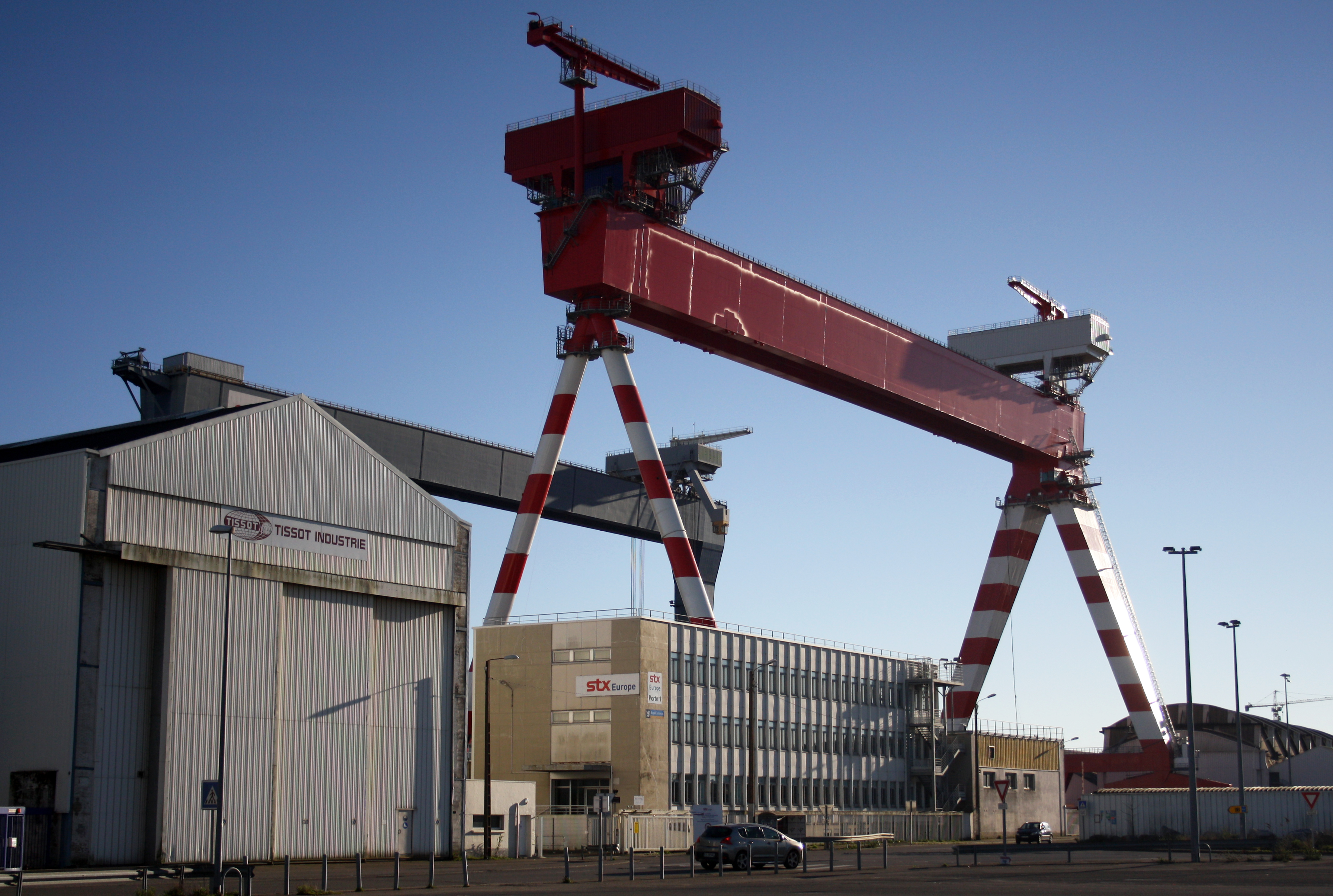
Vista delle due gru a portale

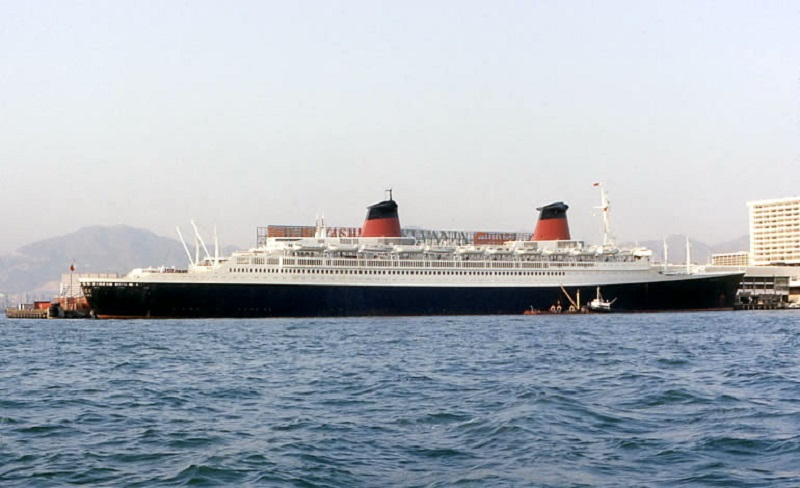

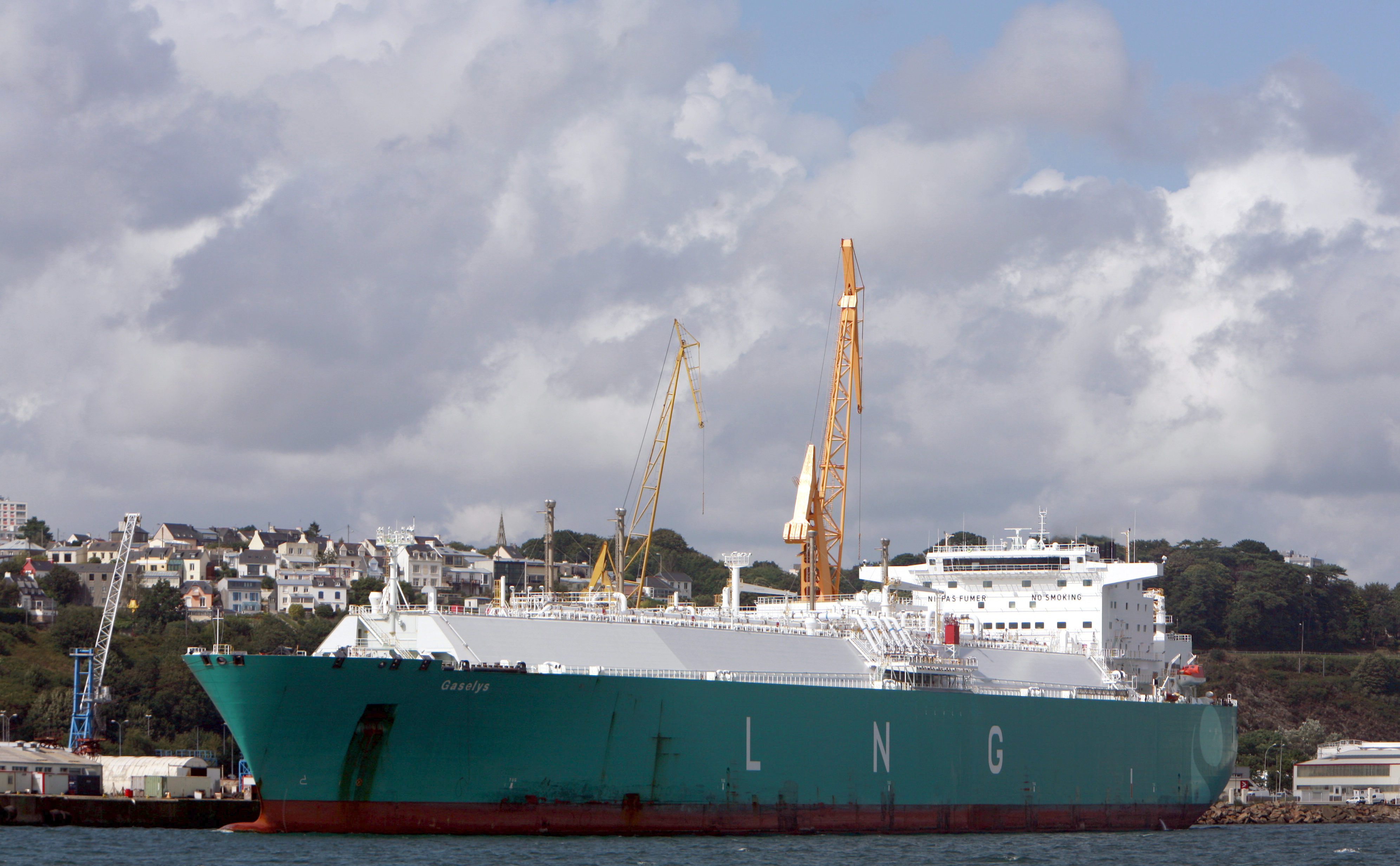

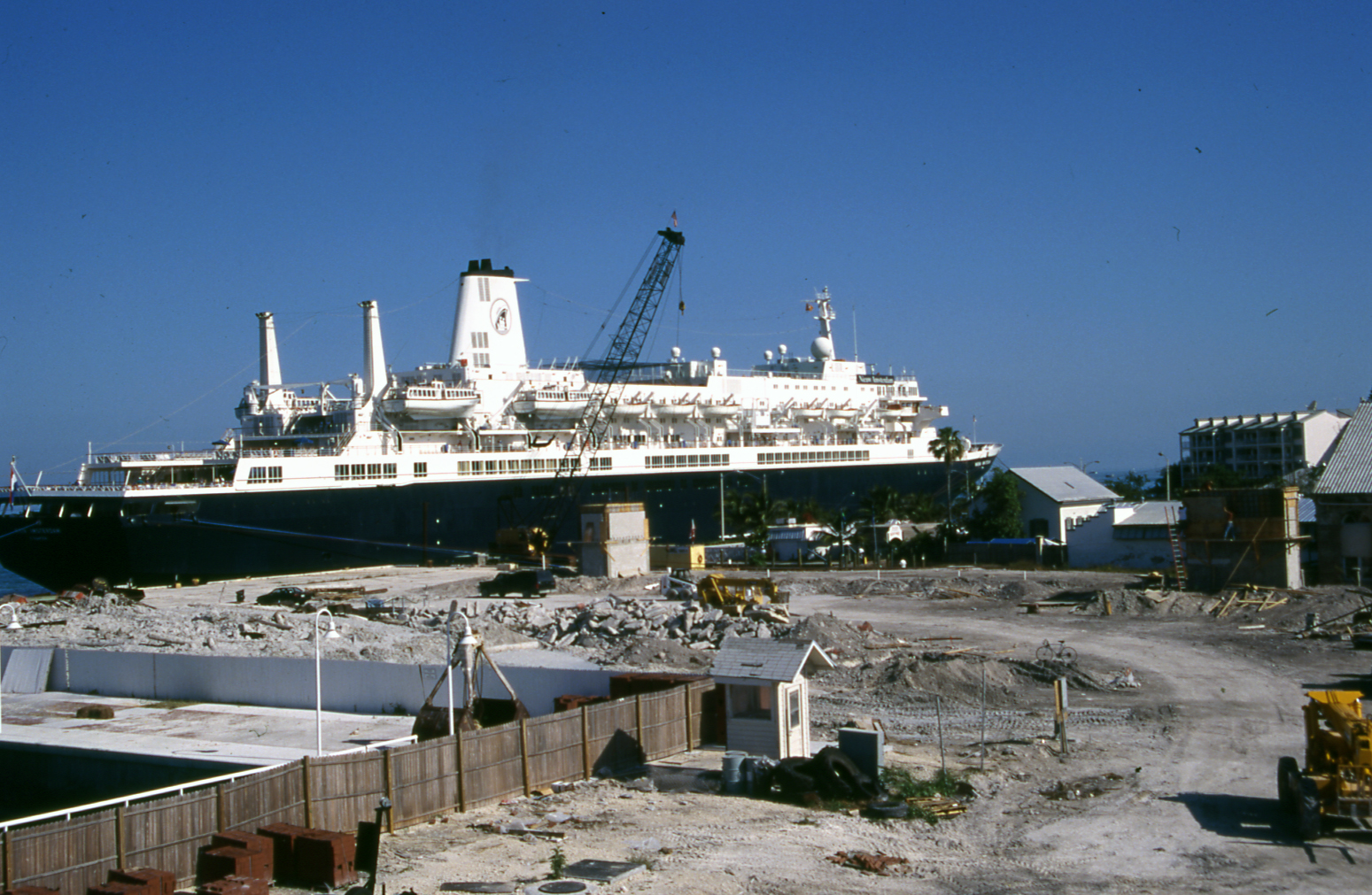

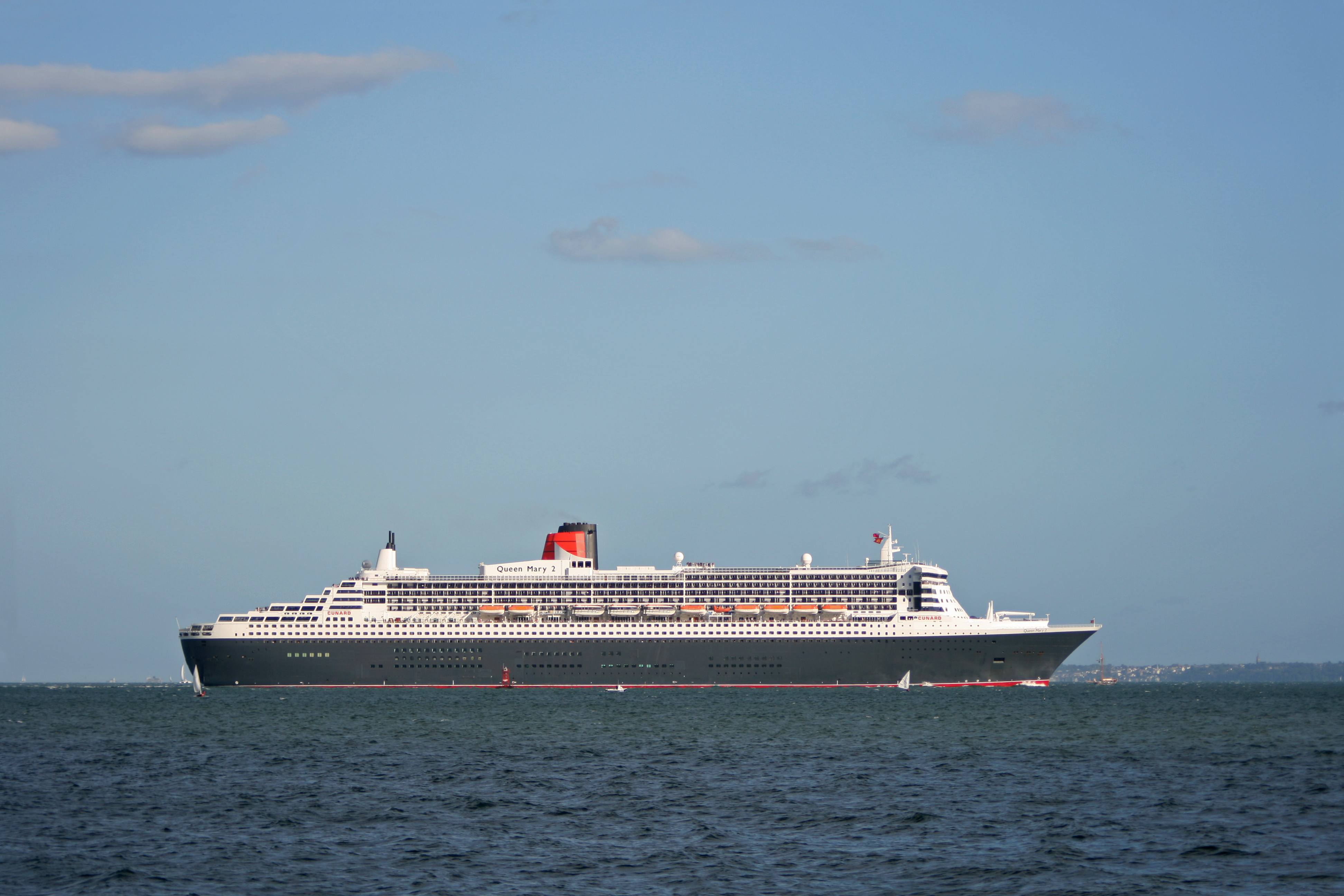

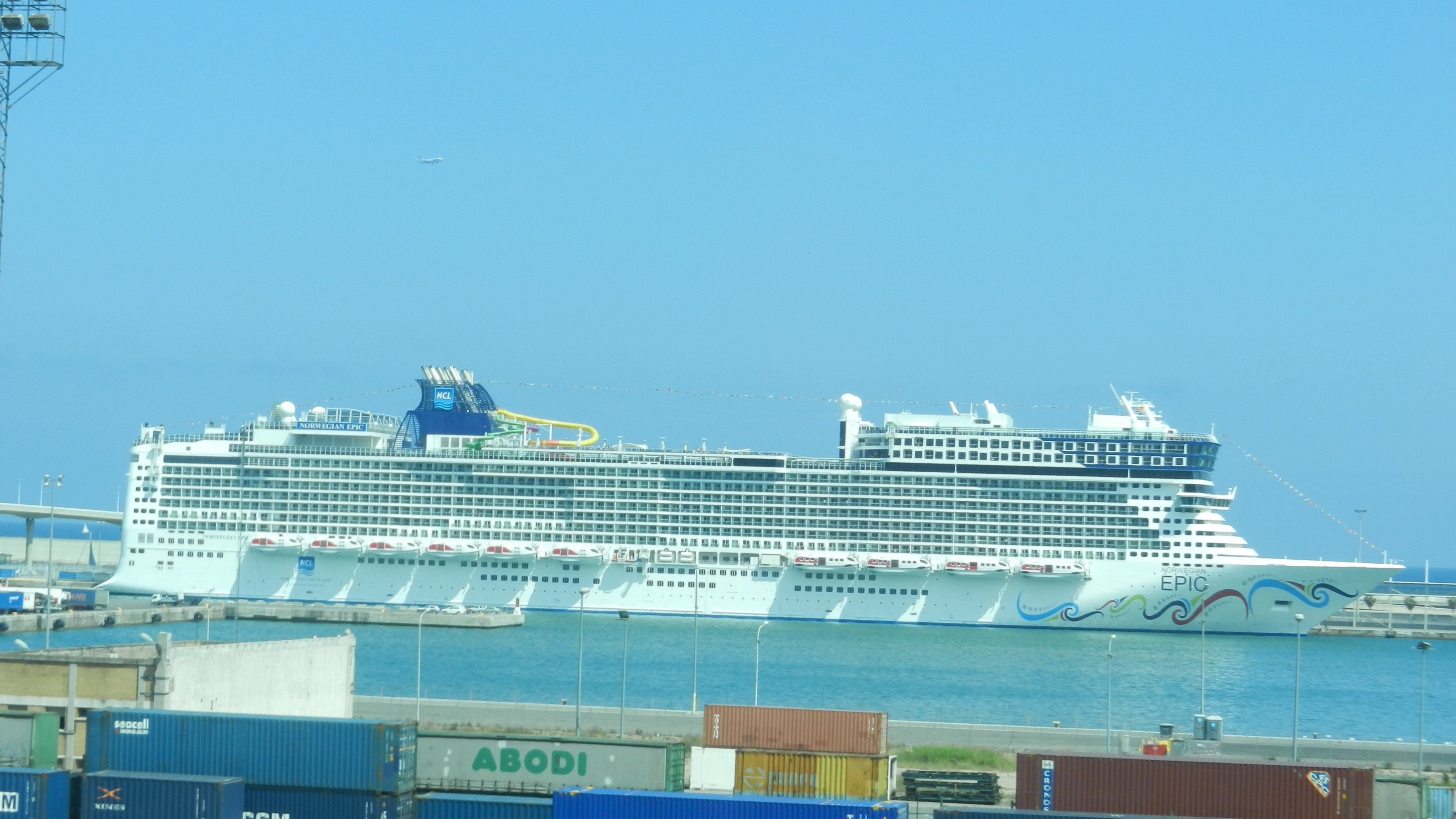

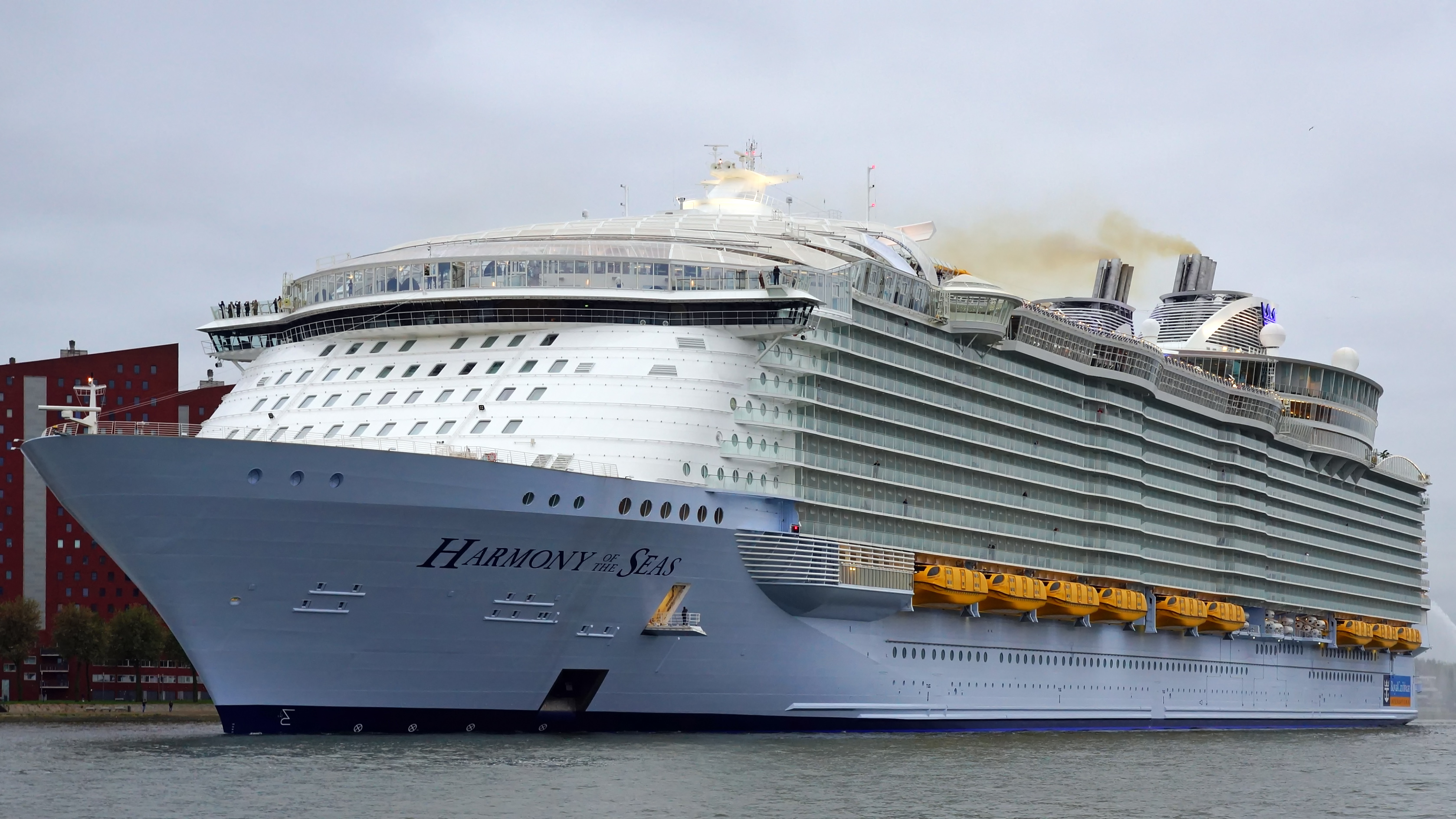
, la seconda più grande nave da crociera del mondo nel 2018 (e la prima nel 2016)

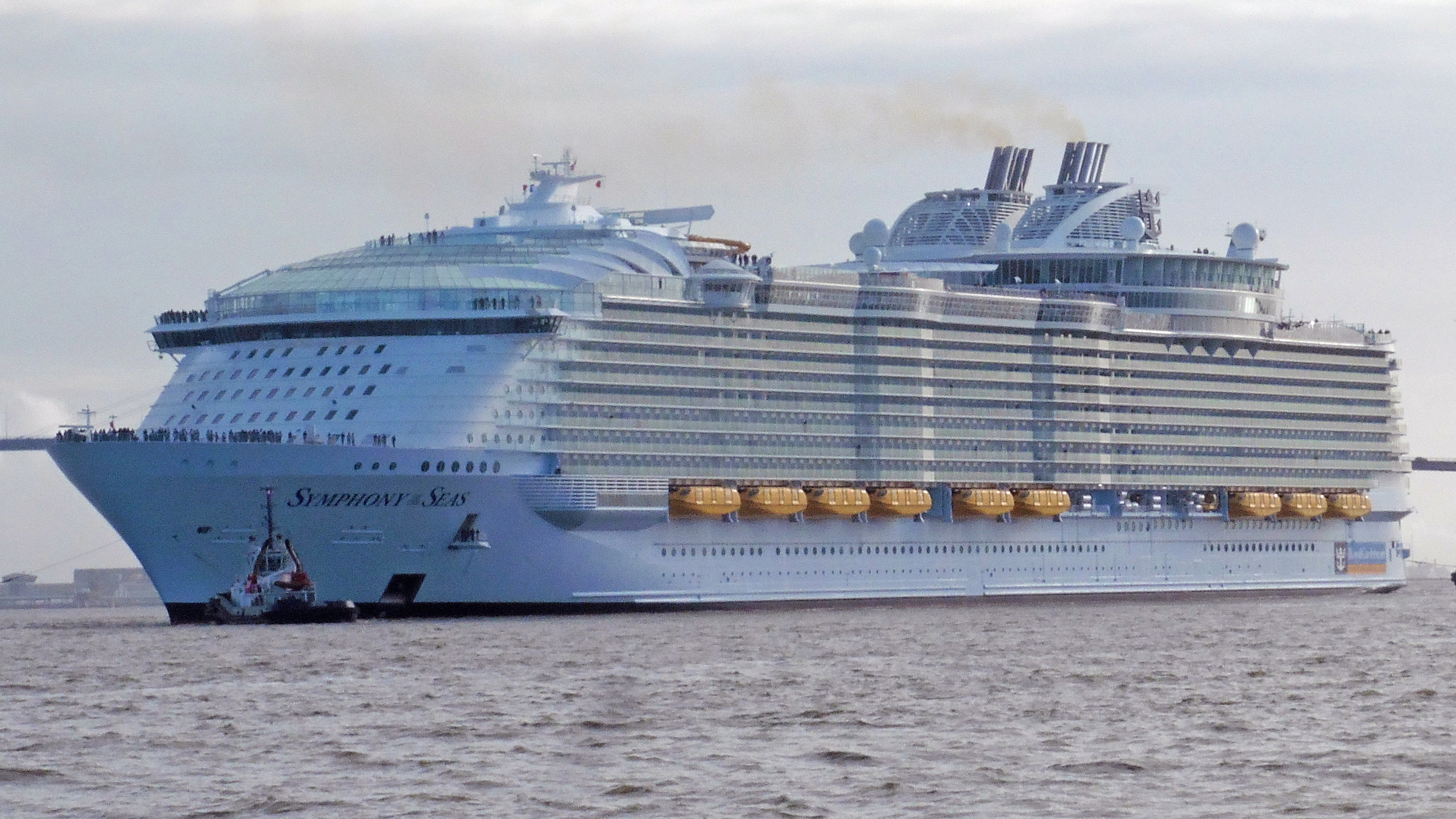
, la più grande nave da crociera del mondo nel 2018

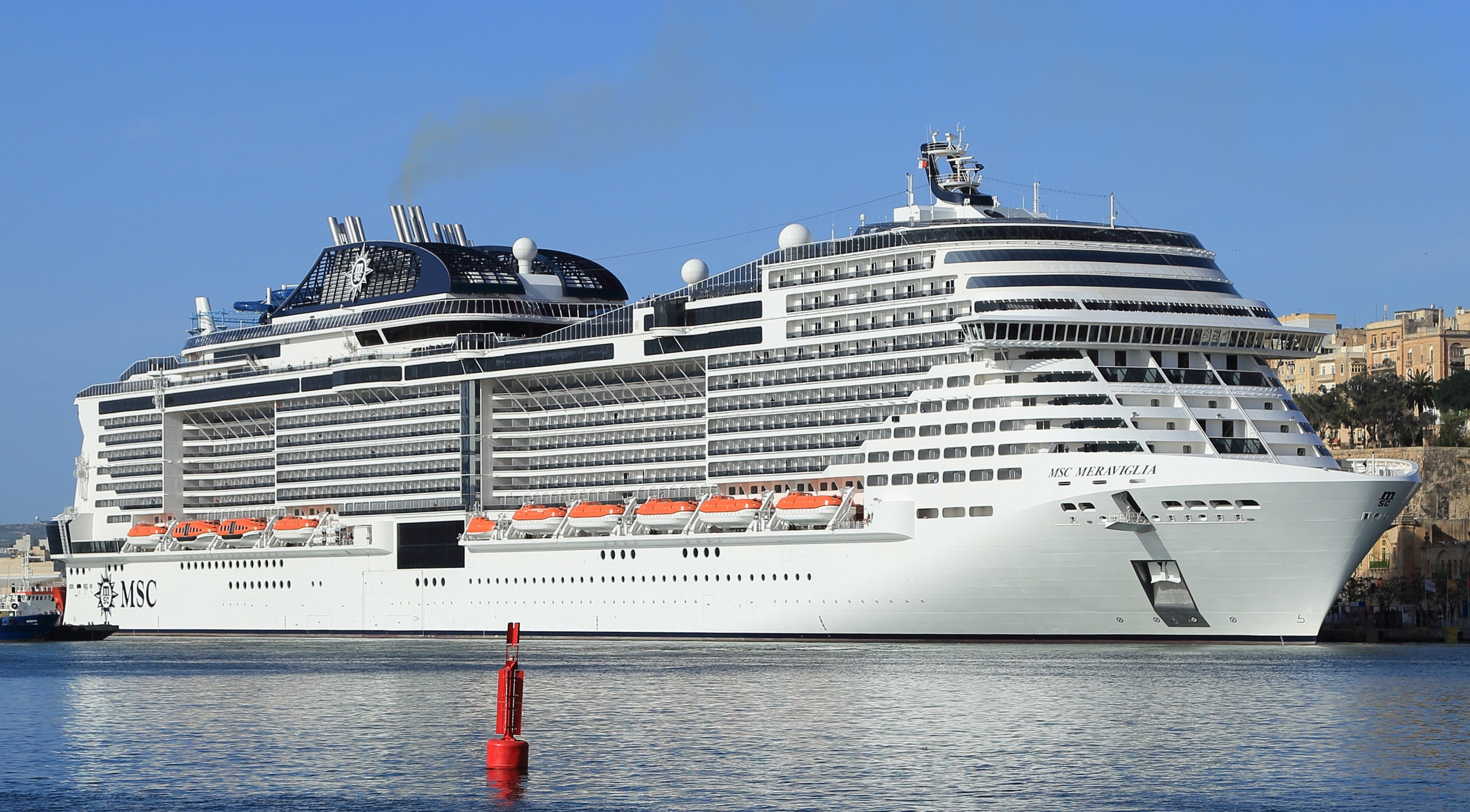
, la sesta più grande nave da crociera del mondo nel 2018

Gli Chantiers de l'Atlantique (Cantieri dell'Atlantico) sono un'azienda francese attiva nel settore delle costruzioni navali. Si trovano nella città di Saint-Nazaire, lungo l'estuario della Loira, e si sono chiamati Chantiers de l'Atlantique dalla fondazione (nel 1955) al 1976 e poi nuovamente dal 2018, Alstom marine dal 1976 al 2006,  Aker Yards France dal 2006 al 2008 e STX France dal 2008 al 2018; tuttavia, nell'uso comune del linguaggio, la denominazione Chantiers de l'Atlantique è stata utilizzata per riferirsi al sito dei cantieri navali sia per il periodo precedente al 1955 sia per il periodo tra il 1976 e il 2018.

## Storia
La costruzione del primo sito industriale a Saint-Nazaire è affidata, dalla Compagnie Générale Transatlantique (dei fratelli Pereire), a John Scott, ingegnere scozzese, all'epoca direttore del cantiere navale Scotts Shipbuilding and Engineering Company di Greenock.

Dal 1862 al 1866 il cantiere si chiama "John Scott & Co.", poi "Chantiers de l'Océan" (1869-1870), poi "Chantiers et Ateliers de Penhouët" (1881-1900) e infine "Société des Chantiers et Ateliers de Saint-Nazaire - Penhoët" (1900-1955).

Nel 1864, il cantiere consegna la sua prima nave, l'Impératrice Eugénie, primo transatlantico a pale di grandi dimensioni per l'epoca.

Altri transatlantici, costruiti dai cantieri di Penhoët per la Compagnie Générale Transatlantique, furono: France, Ville de Brest, La Bretagne, La Champagne, La Touraine, La Savoie, La Provence, Niagara, Rochambeau, France, Paris, Île de France, L'Atlantique, Lafayette, Champlain, Normandie (con ACL) e Ville d'Alger.

Tra le navi militari vi furono: Strasbourg (con ACL), Jean Bart (con ACL), Jeanne d'Arc, Émile Bertin, Georges Leygues e 2 sommergibili della classe Redoutable (Fresnel e Le Conquérant).
Dopo aver creato un cantiere navale a Nantes nel 1881, gli Ateliers et Chantiers de la Loire inaugurano un cantiere a Saint-Nazaire nel 1882.

Tra le navi passeggeri, in questi cantieri, furono realizzati: Laënnec, Albertville 5, Baudouinville, Félix Roussel, Georges Philippar e Aramis.

Tra le navi militari vi furono: France, Lorraine, Strasbourg (con Penhoët), Jean Bart (con Penhoët), Marseillaise e 5 sommergibili della classe Redoutable (Actéon, Achéron, Pégase, Sfax e Casabianca).
I cantieri di Saint-Nazaire sono conosciuti con le seguenti denominazioni: Chantiers de l'Atlantique dal 1955, Alsthom marine (filiale di Alsthom Atlantique) dal 1976, Aker Yards France (filiale di Aker Yards ASA) dal 2006, STX France (filiale di STX Europe) dal 2008 e nuovamente Chantiers de l'Atlantique dal 2018.

### Chantiers de l'Atlantique (1955-1976)
Durante la seconda guerra mondiale, Saint-Nazaire è un obiettivo strategico degli Alleati, anche a causa della base sommergibili, e quindi i cantieri sono oggetto di ripetuti attacchi aerei, che provocano la distruzione del 45% delle infrastrutture industriali. Dopo la guerra, il tessuto industriale è ricostruito e modernizzato grazie all'aiuto dello Stato, che deve ricostituire la propria flotta civile e commerciale.
Gli Chantiers de l'Atlantique furono fondati nel 1955 attraverso la fusione di Ateliers et Chantiers de la Loire e cantieri di Penhoët, l'azienda iniziò subito a lavorare per conto della Compagnie Générale Transatlantique, costruendo tra le altre navi la SS France, all'epoca la nave passeggeri più lunga del mondo.
Negli anni 1950, le commesse pubbliche cessano, i cantieri si ristrutturano e si riorganizzano verso la produzione in serie di navi, e già dal 1955, le attività sono nuovamente in crescita, con la costruzione di transatlantici, traghetti, navi cargo e petroliere.
Negli anni 1960 e '70, gli ordini per transatlantici e navi militari sono scomparsi, i cantieri si modernizzano e si riorientano verso le petroliere e le metaniere, sempre più grandi.
Dal 1968 al 1978, i cantieri producono petroliere e superpetroliere di più di 400 metri, tra cui spiccano le ULCC Batillus, Bellamya, Pierre Guillaumat e Prairial: ancora oggi esse detengono il record delle navi più grandi mai costruite per stazza e sono in seconda posizione per DWT e lunghezza.

### Alstom marine (1976-2006)
Nell'ottobre 1976, solo due mesi dopo l'inizio delle negoziazioni, la fusione tra i Chantiers de l'Atlantique e ALSTHOM è effettiva, dando quindi la nascita al gruppo "Alsthom-Atlantique".
I cantieri navali continuano a soffrire della concorrenza mondiale e della ciclicità delle attività. I dirigenti dei cantieri fanno comunque l'ambiziosa scommessa di ritornare verso il mercato delle navi passeggeri. Questo ritorno è avviato nel 1980 con l'ordine di due piccole navi da crociera gemelle da 600 cabine per la Holland America Line: la Nieuw Amsterdam e la Noordam.
Nel 1963, gli Anciens Chantiers Dubigeon e gli Chantiers réunis Loire Normandie si fondono e creano la Dubigeon-Normandie SA, con stabilimenti a Nantes, Le Grand-Quévilly, Dieppe e Le Havre. Nel 1983, la Dubigeon-Normandie SA è fusa nella divisione di contruzione navale di Alstom. Nel 1987, l'ultimo sito dei Chantiers Dubigeon, a Nantes, chiude, dopo il varo dell'ultima nave, la Bougainville, che sarà poi terminata a Saint-Nazaire.
Poi la "svolta" è rappresentata dalla costruzione della Sovereign per la Royal Caribbean Cruise Line, ordinata nel 1985 e costruita in 29 mesi. Nel 1991, è siglato un contratto con Petronas per 5 metaniere, che saranno consegnate tra il 1994 e il 1997.
Nel 1997, i cantieri "Saint-Malo Naval" (situati a Saint-Malo) sono acquistati da Alstom e diventano "Alstom Leroux Naval".
Nel 1998, il gruppo Alsthom, che diventa Alstom (senza l'h), costituisce la divisione "Alstom marine" attorno ai Chantiers de l'Atlantique e ad Alstom Leroux Naval SA (a Lorient).
Nel 2000, i cantieri siglano il contratto con la Cunard Line per la costruzione del transatlantico Queen Mary 2, la nave è consegnata nel 2003 ed, all'epoca della costruzione, era la più lunga e grande nave passeggeri mai costruita.
Nel 2003, Alstom chiude il cantiere di Saint-Malo di "Alstom Leroux Naval" (ex "Saint-Malo Naval"); all'epoca il cantiere non aveva più nuovi ordini di navi da due anni, e svolgeva quindi attività di subappalto nei confronti degli cantieri del gruppo; ai dipendenti è quindi proposto di integrare i cantieri di Saint-Nazaire o di Lorient-Lanester

### Aker Yards France (2006-2008)
Il 4 gennaio 2006, Aker Yards (del gruppo Aker ASA) annuncia l'acquisto da Alstom del 75% di "Alstom marine" e quindi dei cantieri di Saint-Nazaire (Chantiers de l'Atlantique) e dei cantieri di Lorient (Alstom Leroux Naval SA). L'acquisto diventa effettivo il 31 maggio 2016; "Alstom Marine" cambia nome in "Aker Yards SA" e "Alstom Leroux Naval" (ALN) diventa "Aker Yards Lorient SAS", l'insieme per motivi commerciali sarà conosciuto come "Aker Yards France".
La Aker Yards – quotata alla borsa di Oslo dal 2004 – dispone nel 2007 di 18 cantieri nel mondo, in: Brasile (1), Finlandia (3), Francia (2), Germania (2), Norvegia (6), Romania (2), Vietnam (1) e Ucraina (1), e impiega 20.000 dipendenti.

### STX France (2008-2018)
Nel marzo 2007, la Aker ASA finisce di vendere completamente la sua partecipazione in Aker Yards, questa è quindi rilevata nel mese di ottobre dalla sudcoreana STX Offshore & Shipbuilding. L'acquisto è completato nel 2008, dopo l'approvazione della Commissione europea, e nel novembre dello stesso anno la società è rinominata "STX Europe"; in conseguenza "Aker Yards France" cambia nome in "STX France Cruise SA" (nome commerciale "STX France"); contestualmente lo stato francese acquisisce il 33,34 di "STX France" (ex Aker Yards France, ex Alstom marine), all'epoca le partecipazioni erano le seguenti: STX 50,01%, Stato 33,34% e Alstom 16,65%.
Nel marzo 2010, Alstom cede la sua partecipazione in STX France (16,65%) ad STX Europe; gli azionisti di STX France sono quindi STX Europe con il 66,66% e lo Stato francese con il 33,34%.
Negli anni 2010, l'organizzazione è la seguente: STX Offshore & Shipbuilding (filiale di STX Corporation) possiede STX Europe AS, questa possiede il 66,66% di STX France SA (il rimanente 33,34% è dello Stato francese). STX France raggruppa i cantieri di Saint-Nazaire ("STX France Cruise", ex Chantiers de l'Atlantique), i cantieri di Lorient ("STX France Lorient", ex Leroux Naval), "STX France Solutions" e "STX France Cabins.
Nel maggio 2014, STX Europe AS è messa in vendita. Nel giugno 2016 STX Offshore & Shipbuilding è in liquidazione e STX France SA è ufficialmente in vendita.
Nel 2016, i cantieri di Lorient ("STX France Lorient SAS" ex Alstom Leroux Naval) sono acquistati da Kership (una joint venture di Piriou (55%) e Naval Group (45%)); la nuova società assume il nome di "Kership Lorient SASU"; i cantieri sono situati a Lanester sul sito industriale di Rohu.
Nel gennaio 2017, Fincantieri è la sola in lizza per acquistare il 66,66% dei cantieri di Saint-Nazaire (il rimanente 33,34% è dello Stato francese).
Ad aprile 2017 un accordo è trovato con la seguente ripartizione: Fincantieri 48%, Stato francese 33%, Naval Group 12% e Fondazione CRTrieste 7% (ovvero 55% in mani italiane e 45% in mani francesi).
Nel maggio 2017, Fincantieri firma l'accordo con STX Europe per l'acquisto della maggioranza delle azioni (66,66%) di STX France per 79,5 milioni di euro.
Tuttavia questo accordo è rimesso in causa a seguito delle elezioni francesi del 2017. Il nuovo governo, in attesa di trovare un nuovo accordo con la controparte italiana, decide di far valere il suo diritto di prelazione e nazionalizza temporaneamente i cantieri.
Con il decreto nº2017-1196 del 27 luglio 2017 è autorizzato il trasferimento del capitale di STX France allo Stato francese e poi con l'ordinanza del 2 ottobre 2017 è autorizzata da parte dello Stato l'acquisizione del 66,66% del capitale per un importo di 79.550.000 euro. In seguito, con due ordinanze del 17 luglio 2018, lo Stato cede l'11,7% del capitale a Naval Group, il 2,4% ad STX France (in vista di un'ulteriore cessione al fondo comune di investimento aziendale "Atlantique Actionnariat") e l'1,59% alla società COFIPME. Nel luglio 2017 la nazionalizzazione è autorizzata e nell'ottobre dello stesso anno essa diventa effettiva.
Il 27 settembre 2017, al 34º summit bilaterale di Lione, è trovato un nuovo accordo franco-italiano che permette a Fincantieri di entrare nel capitale dei cantieri. Il nuovo accordo (concretizzato il 2 febbraio 2018) prevede una ripartizione al 50% tra Italia e Francia, in particolare: Fincantieri 50%, Stato francese 34,34%, Naval Group 10%, dipendenti 2,40% e COFIPME 3,26%; inoltre, lo stato francese presta a Fincantieri l'1% per 12 anni, conservando però il diritto di recuperarlo in ogni momento; il consiglio di amministrazione sarà composto da 8 membri, 4 nominati dagli italiani (tra cui il Presidente e l'Amministratore Delegato) e 4 nominati dai francesi; il prezzo di acquisto del 50% è pari a 59,7 milioni di euro; inoltre l'accordo fa parte di un più ampio progetto di collaborazione tra Italia e Francia nell'ambito della cantieristica europea, in campo civile e militare.
Nel marzo 2018, la Symphony of the Seas, la più grande nave da crociera realizzata da STX France, lascia Saint-Nazaire per entrare in servizio con Royal Caribbean International. Due anni prima era stata consegnata la nave gemella Harmony of the Seas ed un'altra nave è in ordine per una consegna prevista nel 2021/2022. In 30 anni, STX France ha già consegnato 13 navi alla RCCL (Royal Caribbean International e Celebrity Cruises) e 5 risultano in ordine.
Nell'aprile 2018, è installata la sottostazione elettrica per il parco eolico offshore "Arkona" (P34), nel mar Baltico.
Il 14 giugno 2018, è varata la MSC Bellissima; in quest'occasione è ordinata la 5ª nave della classe Meraviglia; identica alle altre 4 unità della classe, questa unità si distingue per la propulsione a gas naturale, stoccato in forma liquida. La STX France, dal 2003, ha già consegnato 13 navi ad MSC Crociere, 3 navi sono in costruzione, 3 navi sono in ordine (la 5ª nave della classe Meraviglia e 2 navi della nuova classe World) e 2 navi sono in opzione (2 navi della nuova classe World).

### Chantiers de l'Atlantique (2018-)
Il 17 luglio 2018, "STX France" cambia nome e (ri)diventa "Chantiers de l'Atlantique". Il 20 luglio, la filiale "STX France Solutions SAS" cambia anch'essa di ragione sociale e assume la nuova denominazione di "Atlantique Engineering Solutions SASU".
Dal luglio 2018, a seguito della cessione di azioni da parte dello Stato, i nuovi azionisti sono: Fincantieri 84,31%, Naval Group 11,7%, un raggruppamento di aziende locali (COFIPME) 1,59% e STX France (Atlantique Actionnariat) 2,4%.
Il 27 luglio 2018, la Celebrity Edge, lascia i cantieri per la sua prima uscita in mare e la prima campagna di test in mare.
A fine 2018, il progetto di acquisizione, soprattutto a causa di divergenze nei rispettivi governi nazionali, non è ancora entrato in vigore, e anche gli altri accordi tra Fincantieri e Naval Group sono in sospeso a causa del deterioramento delle relazioni tra i due governi. E nel gennaio 2019 la Commissione europea, che in precedenza aveva fatto sapere che questa acquisizione non poneva problemi in termini di concorrenza perché non raggiungeva le soglie fissate dai regolamenti, «ha accolto la domanda presentata dalla Francia e dalla Germania che la invitavano a esaminare alla luce del regolamento sulle concentrazioni la proposta di acquisizione di Chantiers de l'Atlantique da parte di Fincantieri».

## Stabilimenti

### Saint-Nazaire
Il cantiere navale è situato a Saint-Nazaire nell'estuario della Loira. Esso è situato principalmente su dei terreni sottratti al mare. Esso è su una zona che è ancora fluviale, ma la prossimità dell'oceano Atlantico garantisce una profondità sufficiente, a marea alta, per far uscire delle navi molto grandi. La superficie del cantiere è di circa 100 ha (1,0 km²). Vi sono installate due gru a portale, una da 1 400 t (installata nel 2014, la più grande in Europa) e una da 700 t. I cantieri utilizzano un bacino di carenaggio di 900 m × 63 m (2 953 ft × 207 ft) [56 700 m² (5,67 ha)] e un bacino d'armamento di 450 m × 95 m (1 476 ft × 312 ft) [42 750 m² (4,275 ha)]. Al 31 dicembre 2016 vi erano impiegati 2.517 effettivi (sul totale dei 2.532 dipendenti).

### Tolone
I Chantiers de l'Atlantique sono presenti anche a Tolone, presso la base navale, dove svolgono principalmente attività di ingegneria e studi tecnici; al 31 dicembre 2016 vi erano impiegati 15 effettivi.

### Lorient
La filiale "STX France Lorient" (ex "Alstom Leroux Naval", poi "Kership Lorient" dal 2016) aveva i propri cantieri navali a Lanester nella zona industriale del Rohu. Teoricamente questo cantiere era stato realizzato per produrre navi fino a 100 m di lunghezza e pesanti 2 000 t; tuttavia dal 2015, il sito è utilizzato per la fabbricazione di strutture metalliche a profitto dei Chantiers de l'Atlantique (all'epoca entrambi i cantieri erano parte di STX France) ed è previsto che nel futuro prossimo si continuerà su questa attività di subappalto a profitto di Kership, Piriou, Naval Group o di altri clienti.

### Saint Malo
Il gruppo aveva, tra il 1997 e il 2003, anche un cantiere navale a Saint Malo (ex "Saint-Malo Naval"), nel quale vi erano impiegati un centinaio di dipendenti. Questo cantiere costruiva diversi tipi di navi: traghetti veloci, navi da crociera, rimorchiatori, navi posaboe, navi da pesca, ecc.

## Clientela
Oltre che per la propria marina nazionale, tra i clienti principali figurano, in Europa, la marina italiana con le classi Le Fougueux e Vedetta e la marina portoghese, la marina tedesca, la marina olandese e la ex-marina iugoslava con la classe Le Fougueux.
Fuori Europa, in tempi moderni, ci sono la marina marocchina con le classi Floréal, Raïs Bargach e Bir Anzarane, la marina etiope con le classi Le Fougueux e Zerai Deres, quella brasiliana con le classi Clemenceau e São Paulo, quella egiziana con la classe Mistral e quella statunitense con la classe Le Fougueux.
Invece, alla marina italiana sono state vendute alcune unità della classe Le Fougueux/Zerai Deres da parte dell'Etiopia, a quella tunisina alcune navi della classe Le Fougueux da parte della Germania e a quella olandese alcune, della stessa classe, da parte degli Stati Uniti, tutte di seconda mano.
Da segnalare che anche la Russia aveva acquistato le Mistral, poi bloccate in seguito all'embargo e sostituite dalle russe Ivan Rogov.

## Organizzazione
██ Stato francese (84,31%)
██ Naval Group (11,7%)
██ Atlantique Actionnariat (2,4%)
██ COFIPME (1,59%)
Negli anni 2000, l'organizzazione era la seguente:
- "Alstom marine" (divisione di Alstom)
  - "Chantiers de l'Atlantique", a Saint-Nazaire, poi "Aker Yards SA"
    - "Alstom Leroux Naval" (ALN), a Lorient (e a Saint Malo fino al 2003), poi "Aker Yards Lorient SAS"[38]

Negli anni 2010, l'organizzazione era la seguente:
- "STX Europe AS" (ex "Aker Yards ASA")[39]
  - "STX Finland OY"
  - "STX Norway Florø AS"
  - "STX OSV Holdings Ltd."
  - "STX France Cruise SA" (66,66%), costruzioni navali a Saint-Nazaire, dal 2006[40]
    - "STX France Cabins SAS", cabine ed elementi modulari a Montoir-de-Bretagne, 2006-2013[41][42]
    - "STX France LNG Technology SAS", ingegneria e studi tecnici a Saint-Nazaire, 2006-2015[43]
    - "STX France Lorient SAS", costruzioni navali a Lanester, 2006-2018[44]
    - "STX France Solutions SAS", ingegneria e studi tecnici a Saint-Nazaire, dal 2007[34][45]

Dal 2017-2018, l'organizzazione è la seguente:
- Stato francese[28]
  - "Chantiers de l'Atlantique SA", costruzioni navali a Saint-Nazaire e a Tolone (ex "STX France Cruise SA")[40]
    - "Atlantique Engineering Solutions SASU", ingegneria e studi tecnici Saint-Nazaire (ex "STX France Solutions SAS")[34]

Secondo i termini della nazionalizzazione, lo Stato francese ha acquistato il 66,66% di STX France (ovvero 9.525.842 di azioni) per un montante complessivo di 79.550.000 euro (8,351€ per azione). Considerando che lo Stato francese possedeva già il 33,34%, il valore complessivo (del 100%) di STX France era quantificabile in circa 119.337.000 euro. In seguito lo Stato francese ha venduto (ad 8,351€ ad azione): 1.667.359 azioni a Naval Group (11,7%), 342.964 azioni ad STX France/Atlantique Actionnariat (2,4%) ed 227.517 azioni a COFIPME (1,59%); rimanendo quindi in possesso di 12.052.352 azioni (84,31%).

## Attività
I Chantiers de l'Atlantique (e in precedenza STX France) sono organizzati in 3 business unit:
BU NAVIRES
Progettazione e costruzione di navi ad alto valore aggiunto (fino a 400 m di lunghezza e fino a 230.000 tonnellate di stazza), in tre segmenti di mercato: navi passeggeri (navi da crociera e traghetti), navi militari e navi specializzate.
L'attività dei cantieri sulle navi passeggeri si concentra su due segmenti principali: il primo riguarda le navi di grandi dimensioni (> 140.000 UMS) di tipo «Destination», in pratica delle grandi navi da crociera destinate a navigare su tutti i mari del mondo; il secondo segmento riguarda le navi dette «d'exploration», in pratica delle navi di media dimensione (> 50.000 UMS) e di elevato standing destinate a navigare in zone protette o poco esplorate.
BU ÉNERGIES MARINES
Ingegneria e fabbricazione di strutture metalliche complesse per la filiera delle energie marine; presente sui mercati delle fondazioni marine, delle sottostazioni elettriche e delle strutture e sistemi di produzione di energia; sia sui settori del petrolio e del gas (O&G) che delle energie marine rinnovabili (EMR).
BU SERVICES
Servizi per operazioni di rinnovamento, modernizzazione, assistenza tecnica e manutenzione delle flotte civili e militari, per garantire il mantenimento in condizioni operative delle navi lungo tutto il loro ciclo di vita.

### Navi
Dalla sua creazione nel 1861 (al 2001), gli Chantiers de l'Atlantique hanno costruito 288 navi, di cui 86 navi passeggeri.
Negli anni 1990, Alstom nei Chantiers de l'Atlantique produceva : navi da crociera, traghetti, metaniere, navi ad alta velocità, navi militari, moduli offshore, yacht, rimorchiatori e navi specializzate; mentre presso ALSTOM Leroux Naval produceva navi tra 30 e 140 metri : traghetti veloci (navi ad alta velocità), piccole navi militari, rimorchiatori, piccole navi da crociera, yacht, navi scientifiche e navi specializzate.
Dal 1955, presso i Chantiers de l'Atlantique sono stati costruiti:
- Navi passeggeri:
  - transatlantici e navi da crociera
  - traghetti
  - yacht
- Navi passeggeri e traghetti veloci
- Navi da ricerca
- Navi di assistenza
  - draghe
  - rimorchiatori
  - piattaforme e moduli offshore e onshore
- Metaniere
- Navi militari
  - fregate
  - pattugliatori
  - navi ausiliarie
- Petroliere

Nelle tabelle seguenti, la data di costruzione (Date of Build) è generalmente quella indicata da Bureau Veritas o DNV GL. I nomi e gli operatori indicati sono quelli "originali": il primo nome della nave ed il primo operatore della nave, nelle note sono riportati eventuali nomi successivi.
| Costruzione       | Classe     | Nome                    | Tipo             | Operatore                          | IMO     | Note                    |
| ----------------- | ---------- | ----------------------- | ---------------- | ---------------------------------- | ------- | ----------------------- |
| 1961              |            | France                  | transatlantico   | CGT                                | 5119143 |                         |
| 1962              |            | Ancerville              | transatlantico   | CNP                                | 5015957 |                         |
| 1964              |            | Shalom                  | transatlantico   | Zim Lines                          | 5321679 |                         |
| 1966              |            | Renaissance             | transatlantico   | CNP                                | 6604834 |                         |
| 1966              |            | Corse                   | traghetto        | CGT                                | 6613548 | Express Samina          |
| 1983              |            | Nieuw Amsterdam         | nave da crociera | Holland America Line               | 8024014 | MS Marella Spirit       |
| 1984              |            | Noordam                 | nave da crociera | Holland America Line               | 8027298 | MS Marella Celebration  |
| 1986              |            | Marrakech               | traghetto        | Comanav                            | 8412819 |                         |
| 1987              | Sovereign  | Sovereign of the Seas   | nave da crociera | RCCL-Royal Caribbean International | 8512281 | Sovereign               |
| 1989              |            | Sitmar FairMajesty      | nave da crociera | Sitmar Cruises                     | 8611398 | Star Princess           |
| 9 maggio 1989     |            | Danielle Casanova       | traghetto        | SNCM                               | 8705395 | [ 51 ]                  |
| 6 luglio 1989     |            | Bretagne                | traghetto        | Brittany Ferries                   | 8707329 |                         |
| 1990              | Empress    | Nordic Empress          | nave da crociera | Admiral Cruises                    | 8716899 |                         |
| 1991              | Sovereign  | Monarch of the Seas     | nave da crociera | RCCL-Royal Caribbean International | 8819500 | Monarch                 |
| 1992              | Sovereign  | Majesty of the Seas     | nave da crociera | RCCL-Royal Caribbean International | 8819512 |                         |
| 1992              | Dreamward  | Dreamward               | nave da crociera | Norwegian Cruise Line              | 9008419 |                         |
| 1993              | Dreamward  | Windward                | nave da crociera | Norwegian Cruise Line              | 9008421 |                         |
| 1994              |            | Emeraude                | traghetto veloce | Emeraude Lines                     | 9075589 | Alstom Leroux Naval     |
| 4 aprile 1996     |            | Napoléon Bonaparte      | traghetto        | SNCM                               | 9104835 | [ 53 ]                  |
| 1995              | Vision     | Legend of the Seas      | nave da crociera | RCCL-Royal Caribbean International | 9070620 |                         |
| 1996              | Vision     | Splendour of the Seas   | nave da crociera | RCCL-Royal Caribbean International | 9070632 |                         |
| 1996              |            | Asco                    | traghetto veloce | SNCM                               | 9108049 | Alstom Leroux Naval     |
| 1996              |            | Aliso                   | traghetto veloce | SNCM                               | 9127643 | Alstom Leroux Naval     |
| 22 ottobre 1997   |            | Paul Gauguin            | nave da crociera | Services et Transports Tahiti      | 9111319 |                         |
| 1997              | Vision     | Rhapsody of the Seas    | nave da crociera | RCCL-Royal Caribbean International | 9116864 |                         |
| 1998              | Vision     | Vision of the Seas      | nave da crociera | RCCL-Royal Caribbean International | 9116876 |                         |
| 1998              | R          | R One                   | nave da crociera | Renaissance Cruises                | 9156462 |                         |
| 1998              | R          | R Two                   | nave da crociera | Renaissance Cruises                | 9156474 |                         |
| 1999              |            | Le Levant               | traghetto        | Compagnie du Ponant                | 9159830 | Alstom Leroux Naval     |
| 1999              |            | Gotlandia               | traghetto veloce | Destination Gotland                | 9171163 | Alstom Leroux Naval     |
| 1999              |            | Mistral                 | nave da crociera | Festival Crociere                  | 9172777 | Costa neoRiviera        |
| 1999              | R          | R Three                 | nave da crociera | Renaissance Cruises                | 9187887 | Pacific Princess        |
| 1999              | R          | R Four                  | nave da crociera | Renaissance Cruises                | 9187899 |                         |
| 2000              |            | Liamone                 | traghetto veloce | SNCM                               | 9210115 | ALN, Aeolos Kenteris II |
| 2000              | Millennium | Celebrity Millennium    | nave da crociera | RCCL-Celebrity Cruises             | 9189419 |                         |
| 2000              |            | Aeolos Express I        | traghetto veloce | NEL Lines                          | 9210103 | ALN, Aeolos Kenteris I  |
| 2001              |            | Aeolos Express II       | traghetto veloce | NEL Lines                          | 9234757 | ALN, Aeolos Kenteris II |
| 2001              |            | Aeolos Kenteris         | traghetto veloce | NEL Lines                          | 9244350 | ALN                     |
| 2001              | Millennium | Celebrity Infinity      | nave da crociera | RCCL-Celebrity Cruises             | 9189421 |                         |
| 2001              | Millennium | Celebrity Summit        | nave da crociera | RCCL-Celebrity Cruises             | 9192387 |                         |
| 2002              | Millennium | Celebrity Constellation | nave da crociera | RCCL-Celebrity Cruises             | 9192399 |                         |
| 2000              | R          | R Five                  | nave da crociera | Renaissance Cruises                | 9200938 |                         |
| 24 giugno 2000    | R          | R Six                   | nave da crociera | Renaissance Cruises                | 9200940 |                         |
| 8 marzo 2001      |            | Seven Seas Mariner      | nave da crociera | RSSC                               | 9210139 | [ 56 ]                  |
| 22 giugno 2001    | Lirica     | European Vision         | nave da crociera | MSC Crociere                       | 9210141 | MSC Armonia             |
| 18 aprile 2002    | Lirica     | European Stars          | nave da crociera | MSC Crociere                       | 9210153 | MSC Sinfonia            |
| 27 settembre 2000 | R          | R Seven                 | nave da crociera | Renaissance Cruises                | 9210218 |                         |
| 16 febbraio 2001  | R          | R Eight                 | nave da crociera | Renaissance Cruises                | 9210220 |                         |
| 2002              | Coral      | Coral Princess          | nave da crociera | Princess Cruises                   | 9229659 |                         |
| 2003              | Coral      | Island Princess         | nave da crociera | Princess Cruises                   | 9230402 |                         |
| 2003              |            | Queen Mary 2            | transatlantico   | Cunard Line                        | 9241061 |                         |
| 30 giugno 2003    |            | Crystal Serenity        | nave da crociera | Crystal Cruises                    | 9243667 |                         |
| 24 marzo 2003     | Lirica     | Lirica                  | nave da crociera | MSC Crociere                       | 9246102 |                         |
| 23 maggio 2004    | Lirica     | Opera                   | nave da crociera | MSC Crociere                       | 9250464 |                         |
| 25 marzo 2005     |            | SeaFrance Berlioz       | traghetto        | SeaFrance                          | 9305843 | Côte des Flandres       |
| 2006              |            | Kogo                    | panfilo          | Mansour Ojjeh                      | 1008504 | Alstom Leroux Naval     |
| 15 giugno 2006    | Musica     | Musica                  | nave da crociera | MSC Crociere                       | 9320087 |                         |
| 30 aprile 2007    | Musica     | Orchestra               | nave da crociera | MSC Crociere                       | 9320099 |                         |
| 9 dicembre 2008   | Fantasia   | Fantasia                | nave da crociera | MSC Crociere                       | 9359791 |                         |
| 2 luglio 2009     | Fantasia   | Splendida               | nave da crociera | MSC Crociere                       | 9359806 |                         |
| 27 marzo 2008     | Musica     | Poesia                  | nave da crociera | MSC Crociere                       | 9387073 |                         |
| 24 febbraio 2010  | Musica     | Magnifica               | nave da crociera | MSC Crociere                       | 9387085 |                         |
| 17 giugno 2010    | Epic       | Norwegian Epic          | nave da crociera | Norwegian Cruise Line              | 9410569 |                         |
| 17 maggio 2012    | Fantasia   | Divina                  | nave da crociera | MSC Crociere                       | 9585285 |                         |
| 14 marzo 2013     | Fantasia   | Preziosa                | nave da crociera | MSC Crociere                       | 9595321 |                         |
| 26 aprile 2013    |            | Europa 2                | nave da crociera | Hapag Lloyd Cruises                | 9616230 |                         |
| 2015              |            | Loire Princesse         | nave da crociera | CroisiEurope                       |         | ENI: 01840389           |
| 13 maggio 2016    | Oasis      | Harmony of the Seas     | nave da crociera | RCCL-Royal Caribbean International | 9682875 |                         |
| 2016              |            | Elbe Princesse          | nave da crociera | CroisiEurope                       |         | ENI: 01840744           |
| 23 marzo 2018     | Oasis      | Symphony of the Seas    | nave da crociera | RCCL-Royal Caribbean International | 9744001 |                         |
| 31 maggio 2017    | Meraviglia | Meraviglia              | nave da crociera | MSC Crociere                       | 9760512 |                         |
| 31 ottobre 2018   | Edge       | Celebrity Edge          | nave da crociera | RCCL-Celebrity Cruises             | 9812705 |                         |
| 2018              |            | Elbe Princesse 2        | nave da crociera | CroisiEurope                       |         | ENI: 20000001           |
| 2019              | Meraviglia | Bellissima              | nave da crociera | MSC Crociere                       |         |                         |
| 2019              | Meraviglia | Grandiosa               | nave da crociera | MSC Crociere                       |         |                         |
| 2020              | Meraviglia | Virtuosa                | nave da crociera | MSC Crociere                       |         |                         |
| 2020              | Edge       | Celebrity Apex          | nave da crociera | RCCL-Celebrity Cruises             |         |                         |
| 2021              | Oasis      | Wonder of the Seas      | nave da crociera | RCCL-Royal Caribbean International |         |                         |
| 2021              | Edge       | Celebrity Beyond        | nave da crociera | RCCL-Celebrity Cruises             |         |                         |
| 2022              | World      | World Europa            | nave da crociera | MSC Crociere                       |         |                         |
| 2022              | Edge       | Celebrity Ascent        | nave da crociera | RCCL-Celebrity Cruises             |         |                         |
| 2023              | Meraviglia | Euribia                 | nave da crociera | MSC Crociere                       |         |                         |
| 2024              | World      | World America           | nave da crociera | MSC Crociere                       |         | in costruzione          |
| 2025              | World      | World Asia              | nave da crociera | MSC Crociere                       |         | in opzione              |
| 2026              | World      | World Africa            | nave da crociera | MSC Crociere                       |         | in opzione              |
|                   | Ulysseas   |                         | nave da crociera |                                    |         | concept                 |

| Costruzione | Classe                  | Nome                   | Tipo                 | Operatore            | IMO     | Note                              |
| ----------- | ----------------------- | ---------------------- | -------------------- | -------------------- | ------- | --------------------------------- |
| 1957        |                         | Esmeralda              | petroliera           | CFP-CAN              | 5106964 |                                   |
| 1960        |                         | Esso Alsace            | petroliera           | Esso                 | 5106811 | [ 57 ]                            |
| 1959        |                         | Esso Bourgogne         | petroliera           | Esso                 | 5106964 | [ 57 ]                            |
| 1955        |                         | Esso France            | petroliera           | Esso                 | 5107401 | [ 57 ]                            |
| 1961        |                         | Esso Lorraine          | petroliera           | Esso                 | 5107841 | [ 57 ]                            |
| 1961        |                         | Esso Parentis          | petroliera           | Esso                 | 5108156 | [ 57 ]                            |
| 1954        |                         | Esso Paris             | petroliera           | Esso                 | 5108168 | [ 57 ]                            |
| 1955        | I                       | Isanda                 | petroliera           | Shell                | 5164071 | Siam                              |
| 1958        | I                       | Isara                  | petroliera           | Shell                | 5164095 | [ 58 ]                            |
| 1955        | I                       | Isocardia              | petroliera           | Shell                | 5164473 | [ 58 ]                            |
| 1955        | I                       | Isidora                | petroliera           | Shell                | 5165075 | Bangkok                           |
| 1956        | I                       | Isomeria               | petroliera           | Shell                | 5165178 | [ 58 ]                            |
| 1958        | I                       | Isselia                | petroliera           | Shell                | 5165233 | Shell Mara                        |
| 1960        | S 71.250 ton            | Sitala                 | petroliera           | Shell                | 5330412 | FSU Banio                         |
| 1963        | S 71.250 ton            | Sivella                | petroliera           | Shell                | 5422497 | [ 58 ]                            |
| 1966        | D 70.000 ton            | Dolabella              | petroliera           | Shell                | 6613550 | [ 58 ]                            |
| 1967        |                         | Suffren                | nave cargo           | CGT                  | 6700810 | KHALIJ EXPRESS                    |
| 1967        |                         | Rochambeau             | nave cargo           | CGT                  | 6716962 | AL RAYYAN 1                       |
| 1968        | M 200.000 ton           | Magdala                | superpetroliera-VLCC | Shell                | 6803727 | [ 58 ]                            |
| 1969        |                         | Esso Paris             | petroliera           | Esso                 | 6916172 | [ 57 ]                            |
| 1968        |                         | Betelgeuse             | petroliera           | CFP-CNP              | 6819544 | Incidente della Betelgeuse        |
| 1969        | M 200.000 ton           | Miralda                | superpetroliera-VLCC | Shell                | 6929260 | Urania                            |
| 1969        |                         | Atlantic Champagne     | nave portacontainer  |                      | 7002514 | sistership dell'Atlantic Conveyor |
| 1970        | M 200.000 ton           | Myrtea                 | superpetroliera-VLCC | Shell                | 7005712 | [ 58 ]                            |
| 1970        |                         | Émeraude               | superpetroliera-VLCC | CFP-CNP              | 7014373 |                                   |
| 1971        |                         | Esso Bretagne          | superpetroliera-VLCC | Esso                 | 7118052 | [ 57 ]                            |
| 1971        |                         | Hermione               | superpetroliera-VLCC | CFP-CAN              |         | [ 59 ]                            |
| 1971        |                         | Rubis                  | superpetroliera-VLCC | CFP-CNP              |         | [ 59 ]                            |
| 1972        | LNG - B                 | Gadinia                | metaniera            | Shell                | 7121633 | Bebatik                           |
| 1972        |                         | Esso Provence          | superpetroliera-VLCC | Esso                 | 7127986 | [ 57 ]                            |
| 1973        | LNG - B                 | Gadila                 | metaniera            | Shell                | 7217896 | Bekalang                          |
| 1973        | L 270.000 / 315.000 ton | Latona                 | superpetroliera-VLCC | Shell                | 7233694 | [ 58 ]                            |
| 1973        | LNG - B                 | Gari                   | metaniera            | Shell                | 7235939 | Bekulan                           |
| 1973        | L 270.000 / 315.000 ton | Leda                   | superpetroliera-VLCC | Shell                | 7320265 | [ 58 ]                            |
| 1973        |                         | Saphir                 | superpetroliera-VLCC | CFP-CNP              |         | [ 59 ]                            |
| 1974        | L 270.000 / 315.000 ton | Lucina                 | superpetroliera-VLCC | Shell                | 7347782 | [ 58 ]                            |
| 1974        | LNG - B                 | Gastrana               | metaniera            | Shell                | 7347794 | Belais                            |
| 1974        | L 270.000 / 315.000 ton | Latirus                | superpetroliera-VLCC | Shell                | 7347809 | [ 58 ]                            |
| 1974        | L 270.000 / 315.000 ton | Latia                  | superpetroliera-VLCC | Shell                | 7360033 | [ 58 ]                            |
| 1974        |                         | Esso Normandie         | superpetroliera-VLCC | Esso                 | 7360057 | [ 57 ]                            |
| 1974        |                         | Iseult                 | superpetroliera-VLCC | CFP-CAN              |         | [ 59 ]                            |
| 1975        | L 270.000 / 315.000 ton | Labiosa                | superpetroliera-VLCC | Shell                | 7360071 | Autan                             |
| 1971        |                         | Opale                  | superpetroliera-VLCC | CFP-CNP              |         | [ 59 ]                            |
| 1976        |                         | Esso Picardie          | superpetroliera-VLCC | Esso                 | 7360083 | [ 57 ]                            |
| 1976        | Batillus                | Batillus               | superpetroliera-ULCC | Shell                | 7360095 | [ 60 ]                            |
| 1976        | Batillus                | Bellamya               | superpetroliera-ULCC | Shell                | 7360100 | [ 60 ]                            |
| 1976        | LNG - Nigeria LNG       | Lagos                  | metaniera            |                      | 7360124 | LNG Lagos                         |
| 1976        | LNG - Nigeria LNG       | Nestor                 | metaniera            |                      | 7360136 | LNG Port Harcourt                 |
| 1977        | L 270.000 / 315.000 ton | Alexander S Onassis    | superpetroliera-VLCC | Shell                | 7360148 | Lyria (3)                         |
| 1977        | Batillus                | Pierre Guillaumat      | superpetroliera-ULCC | ELF-CNN              | 7360150 |                                   |
| 1979        | Batillus                | Prairial               | superpetroliera-ULCC | ELF-CNN              | 7408720 |                                   |
| 1978        |                         | SA Winterberg          | nave portacontainer  |                      | 7422192 | WILMINGTON                        |
| 1980        |                         | Fort Saint Charles     | nave portacontainer  |                      | 7809869 | CMA CGM POTOMAC                   |
| 1980        |                         | Fort Desaix            | nave portacontainer  |                      | 7809871 | UPSTREAM                          |
| 1981        |                         | Stefan Starynsky       | nave portacontainer  |                      | 7900053 | Jolly Oro (IV)                    |
| 1982        |                         | Renee Delmas           | nave portacontainer  |                      | 8002573 | KAMI                              |
| 1982        |                         | Suzanne Delmas         | nave portacontainer  |                      | 8002585 | DELMAS KISSAMA                    |
| 1983        |                         | Yamilah                | petroliera           |                      | 8100430 | Pratibha Indrayani                |
| 1983        |                         | Therese Delmas         | nave portacontainer  |                      | 8124371 | BLACK EAGLE                       |
| 1984        |                         | Veronique Delmas       | nave portacontainer  |                      | 8124383 | VERONIQUE DELMAS                  |
| 1984        |                         | Etienne Denis          | nave portacontainer  |                      | 8124395 | URSULA DELMAS                     |
| 1985        |                         | CR Paris               | nave portacontainer  | Chargeurs Réunis     | 8308707 | MSC MAHIMA                        |
| 1985        |                         | CR Tokyo               | nave portacontainer  | Chargeurs Réunis     | 8308719 | SKY JUPITER                       |
| 1986        |                         | Blandine Delmas        | nave cargo           |                      | 8404898 |                                   |
| 1986        |                         | Mascarin               | petroliera           |                      | 8504105 |                                   |
| 1988        |                         | Toluca                 | nave portacontainer  |                      | 8509375 | MSC DENISSE                       |
| 1986        |                         | Penhors                | petroliera           |                      | 8512516 |                                   |
| 1994        | LNG Puteri              | LNG Puteri Intan       | metaniera            | MISC Berhad/Petronas | 9030802 | [ 62 ]                            |
| 1995        | LNG Puteri              | LNG Puteri Delima      | metaniera            | MISC Berhad/Petronas | 9030814 | [ 62 ]                            |
| 1995        | LNG Puteri              | LNG Puteri Nilam       | metaniera            | MISC Berhad/Petronas | 9030826 | [ 62 ]                            |
| 1996        | LNG Puteri              | LNG Puteri Zamrud      | metaniera            | MISC Berhad/Petronas | 9030838 | [ 62 ]                            |
| 1997        | LNG Puteri              | LNG Puteri Firus       | metaniera            | MISC Berhad/Petronas | 9030840 | [ 62 ]                            |
| 1999        |                         | Syphax                 | rimorchiatore        | OMMP                 | 9210165 | Alstom Leroux Naval               |
| 1999        |                         | Tacapes                | rimorchiatore        | OMMP                 | 9210177 | Alstom Leroux Naval               |
| 1999        |                         | IBN Rochd              | rimorchiatore        | OMMP                 | 9210189 | Alstom Leroux Naval               |
| 1999        |                         | CGG Alizé              | nave da ricerca      | CGG Services         | 9178159 | [ 63 ]                            |
| 1999        |                         | Clairvoyant            | rimorchiatore        | Les Abeilles         | 9192519 | Alstom Leroux Naval               |
| 1999        |                         | Aventureux             | rimorchiatore        | Les Abeilles         | 9192521 | Alstom Leroux Naval               |
| 1999        |                         | Triomphant             | rimorchiatore        | Les Abeilles         | 9192533 | Alstom Leroux Naval               |
| 1999        |                         | Farouche               | rimorchiatore        | Les Abeilles         | 9192545 | Alstom Leroux Naval               |
| 1999        |                         | Abeille La Heve        | rimorchiatore        | Les Abeilles         | 9192557 | Alstom Leroux Naval               |
| 1999        |                         | Abeille Antifer        | rimorchiatore        | Les Abeilles         | 9192569 | Alstom Leroux Naval               |
| 1999        |                         | Mistral 7              | rimorchiatore        | Les Abeilles         | 9192571 | Alstom Leroux Naval               |
| 1999        |                         | Mistral 8              | rimorchiatore        | Les Abeilles         | 9192583 | Alstom Leroux Naval               |
| 1999        |                         | Mistral 9              | rimorchiatore        | Les Abeilles         | 9192595 | Alstom Leroux Naval               |
| 1999        |                         | Mistral 10             | rimorchiatore        | Les Abeilles         | 9192583 | Alstom Leroux Naval               |
| 2000        |                         | Abeille Fécamp         | rimorchiatore        | Les Abeilles         | 9202728 | Alstom Leroux Naval               |
| 2000        |                         | Abeille Gascogne       | rimorchiatore        | Les Abeilles         | 9202730 | Alstom Leroux Naval               |
| 2000        |                         | Abeille Sainte Adresse | rimorchiatore        | Les Abeilles         | 9202742 | Alstom Leroux Naval               |
| 2000        |                         | Abeille Deauville      | rimorchiatore        | Les Abeilles         | 9202754 | Alstom Leroux Naval               |
| 2004        |                         | Gaz de France Energy   | metaniera            | Gaz de France        | 9269207 | [ 78 ]                            |
| 2006        |                         | Provays                | metaniera            | Gaz de France        | 9306495 | [ 79 ]                            |
| 2007        |                         | Gaselys                | metaniera            | Gaz de France        | 9320075 | [ 80 ]                            |

| Varo              | Classe       | Nome               | Tipo                   | Operatore                         | IMO      | Note                |
| ----------------- | ------------ | ------------------ | ---------------------- | --------------------------------- | -------- | ------------------- |
| 28 gennaio 1956   | Le Normand   | Le Bourguignon     | escorteur rapide       | Marine nationale                  |          |                     |
| 28 luglio 1960    | Clemenceau   | Foch               | portaerei              | Marine nationale                  |          | São Paulo           |
| 3 ottobre 1986    |              | Bougainville       | nave da guerra anfibia | Marine nationale                  |          | Chantiers Dubigeon  |
| 6 ottobre 1990    |              | Monge              | nave ausiliaria        | Marine nationale                  |          |                     |
| 6 ottobre 1990    | Floréal      | Floréal            | fregata                | Marine nationale                  |          |                     |
| 16 marzo 1991     | Floréal      | Prairial           | fregata                | Marine nationale                  |          |                     |
| 11 agosto 1991    | Floréal      | Nivôse             | fregata                | Marine nationale                  |          |                     |
| 14 marzo 1992     | Floréal      | Ventôse            | fregata                | Marine nationale                  |          |                     |
| 12 agosto 1992    | Floréal      | Vendémiaire        | fregata                | Marine nationale                  |          |                     |
| 14 marzo 1993     | Floréal      | Germinal           | fregata                | Marine nationale                  |          |                     |
| 1995              | Raïs Bargach | Raïs Bargach       | pattugliatore          | Marine royale                     |          | Alstom Leroux Naval |
| 1996              | Raïs Bargach | Raïs Britel        | pattugliatore          | Marine royale                     |          | Alstom Leroux Naval |
| 1996              | Raïs Bargach | Raïs Charkaoui     | pattugliatore          | Marine royale                     |          | Alstom Leroux Naval |
| 1997              | Raïs Bargach | Raïs Maaninou      | pattugliatore          | Marine royale                     |          | Alstom Leroux Naval |
| 1997              | Raïs Bargach | Raïs Al Mounastiri | pattugliatore          | Marine royale                     |          | Alstom Leroux Naval |
| 2001              | Floréal      | Mohammed V         | fregata                | Marine royale                     |          |                     |
| 2002              | Floréal      | Hassan II          | fregata                | Marine royale                     |          |                     |
| 19 dicembre 2002  |              | Beautemps-Beaupré  | nave oceanografica     | Marine nationale                  | 9098361  | Alstom Leroux Naval |
| 6 ottobre 2004    | Mistral      | Mistral            | LHD                    | Marine nationale                  | (02031K) |                     |
| 14 ottobre 2004   |              | Pourquoi pas?      | nave oceanografica     | Ifremer                           | 9285548  | Alstom Leroux Naval |
| 25 luglio 2005    | Mistral      | Tonnerre           | LHD                    | Marine nationale                  | (02868U) |                     |
| 17 settembre 2010 | Mistral      | Dixmude            | LHD                    | Marine nationale                  | (16434Q) |                     |
| 2011              | Bir Anzarane | Bir Anzarane       | pattugliatore          | Marine royale                     |          | STX France Lorient  |
| 13 ottobre 2013   | Mistral      | Gamal Abdel Nasser | LHD                    | Al-Quwwāt al-Baḥriyya al-Miṣriyya |          |                     |
| 21 ottobre 2014   | Mistral      | Anwar El Sadat     | LHD                    | Al-Quwwāt al-Baḥriyya al-Miṣriyya |          |                     |
|                   | Defendseas   |                    | corvetta               |                                   |          | concept             |

### Energie marine
- 2014: Parco eolico "Westermost Rough" (P33), al largo di Withernsea
- 2018: Sottostazione elettrica per il parco eolico offshore "Rentel" (Q34), al largo del Belgio
- 2018: Sottostazione elettrica per il parco eolico offshore "Arkona" (P34), nel mar Baltico

https://www.meretmarine.com/fr/construction-navale/saint-nazaire-la-construction-du-msc-world-asia-progresse
Saint-Nazaire : la construction du MSC World Asia progresse 
Le bloc passerelle du MSC World Asia sur l'aire de pré-montage le 30 juin.
Le MSC World Asia en cours d'assemblage dans la forme B, le 30 juin.
Le MSC World America, livré en mars dernier.
L'OE Corinthian en achèvement à flot au quai d'armement de Penhoët en juin.
Le BRF Jacques Stosskopf 
Le Celebrity Xcel en achèvement à flot dans le bassin C le 30 juin.
L'Utopia of the Seas, quatrième Oasis construit à Saint-Nazaire, quittant l'estuaire de la Loire en juin 2024.